# Харолд Уилсън
Джеймс Харолд Уилсън (на английски: James Harold Wilson) е британски политик от Лейбъристката партия, служил като министър-председател в два мандата – от 16 октомври 1964 до 19 юни 1970 г. и от 4 март 1974 до 5 април 1976 г. Лидер на партията от 14 февруари 1963 до 5 април 1976 г. и под неговото ръководство лейбъристите спечелват четири пъти общи избори.

## Биография
Роден е през 1916 г. в семейство на химик и учителка. През 1934 г. записва да следва съвременна история в Оксфордския университет, но на втората година сменя специалността си и впоследствие се дипломира с пълно отличие по философия, политика и икономика. Започва да преподава икономическа история в един от колежите през 1937 г. и на 21-годишна възраст е един от най-младите преподаватели.
По време на Втората световна война се записва като доброволец, но е пренасочен към държавна служба като специалист и работи в едно от министерствата. Интересува се много от статистика и по-късно, като президент на Борда по търговията (на английски: Board of Trade) е главна движеща сила за приемането на закон за статистиката през 1947 г. През 70-те години е президент на кралското дружество по статистика (на английски: Royal Statistics Society).
През 1947 г. се кандидатира от Лейбъристката партия и е избран за депутат. За негова изненада е назначен веднага за парламентарен секретар на едно от министерствата в правителството на Клемънт Атли. През септември 1947 г. е назначен за президент на Борда по търговията и така на 31 години става най-младия член на английския кабинет през 20 век. През април 1951 г. подава оставка в знак на протест срещу въвеждането на някои плащания в здравните услуги, свързани с финансовите затруднения, предизвикани от войната в Корея.
В периода 1955 – 1961 г. е канцлер на хазната на правителството в сянка, след това министър на външните работи на правителството в сянка. През 1963 г. спечелва борбата с Джордж Браун и Джеймс Калахан и става лидер на партията и лидер на опозицията в Парламента.
През 1964 г. лейбъристите печелят общите избори с незначителна преднина от четири места и Уилсън оглавява кабинета. Две години по-късно са свикани извънредни избори и този път мнозинството на Лейбъристката партия е солидно с 96 места.